# Temporada 2016 de la WNBA
La Temporada 2016 de la WNBA fue la vigésima en la historia de la Women's National Basketball Association. Comenzó el 14 de mayo y finalizó el 20 de octubre. Durante el mes de agosto se produjo un parón debido a los Juegos Olímpicos de Río de Janeiro. Debido a ello, el sistema de playoffs se modificó, constando de dos primeras rondas en las que las clasificadas entre el tercer y el octavo puesto de la temporada regular se jugarían su pase a semifinales a partido único, mientras las dos primeras clasificadas esperarían en esa ronda. Las campeonas fueron Los Angeles Sparks, que se alzaban con su tercer campeonato, tras los conseguidos en 2001 y 2002.

## Clasificaciones

### Conferencia Este
| Conferencia Este       | G  | P  | PCT  | PD | Casa | Fuera | Conf. |
| ---------------------- | -- | -- | ---- | -- | ---- | ----- | ----- |
| 3 - New York Liberty   | 21 | 13 | .618 | -  | 10-7 | 11-6  | 11-5  |
| 4 - Chicago Sky        | 18 | 16 | .529 | 3  | 11-6 | 7-10  | 8-8   |
| 5 - Indiana Fever      | 17 | 17 | .500 | 4  | 8-9  | 9-8   | 8-8   |
| 6 - Atlanta Dream      | 17 | 17 | .500 | 4  | 11-6 | 6-11  | 9-7   |
| e - Connecticut Sun    | 14 | 20 | .412 | 7  | 8-9  | 6-11  | 4-12  |
| e - Washington Mystics | 13 | 21 | .382 | 8  | 5-12 | 8-9   | 8-8   |

### Conferencia Oeste
| Conferencia Oeste      | G  | P  | PCT  | PD | Casa | Fuera | Conf. |
| ---------------------- | -- | -- | ---- | -- | ---- | ----- | ----- |
| 1 - Minnesota Lynx     | 28 | 6  | .824 | -  | 15-2 | 13-4  | 15-1  |
| 2 - Los Angeles Sparks | 26 | 8  | .765 | 2  | 14-3 | 12-5  | 11-5  |
| 7 - Seattle Storm      | 16 | 18 | .471 | 12 | 10-7 | 6-11  | 7-9   |
| 8 - Phoenix Mercury    | 16 | 18 | .471 | 12 | 11-6 | 5-12  | 6-10  |
| e - Dallas Wings       | 11 | 23 | .324 | 17 | 6-11 | 5-12  | 8-8   |
| e - San Antonio Stars  | 7  | 27 | .206 | 21 | 4-13 | 3-14  | 1-15  |

## Galardones
| Galardón                                      | Ganadora           | Equipo             |
| --------------------------------------------- | ------------------ | ------------------ |
| MVP de las Finales de la WNBA                 | Candace Parker     | Los Angeles Sparks |
| MVP de la Temporada de la WNBA                | Nneka Ogwumike     | Los Angeles Sparks |
| Mejor Defensora de la WNBA                    | Sylvia Fowles      | Minnesota Lynx     |
| Jugadora Más Mejorada de la WNBA              | Elizabeth Williams | Atlanta Dream      |
| Peak Performers de la WNBA (puntos)           | Tina Charles       | New York Liberty   |
| Peak Performers de la WNBA (rebotes)          | Tina Charles       | New York Liberty   |
| Peak Performers de la WNBA (asistencias)      | Sue Bird           | Seattle Storm      |
| Mejor Sexta Mujer de la WNBA                  | Jantel Lavender    | Los Angeles Sparks |
| Rookie del Año de la WNBA                     | Breanna Stewart    | Seattle Storm      |
| Premio a la Jugadora Más Deportiva de la WNBA | Tamika Catchings   | Indiana Fever      |
| Entrenador del Año de la WNBA                 | Cheryl Reeve       | Minnesota Lynx     |

## Playoffs
|  | 1.ª ronda     | 1.ª ronda       | 1.ª ronda        |                    |     | 2.ª ronda     | 2.ª ronda     | 2.ª ronda      |   |  | Semifinales   | Semifinales   | Semifinales        |   |  | Finales       | Finales       | Finales       |  |
|  | Partido único | Partido único   | Partido único    |                    |     | Partido único | Partido único | Partido único  |   |  | Al mejor de 5 | Al mejor de 5 | Al mejor de 5      |   |  | Al mejor de 5 | Al mejor de 5 | Al mejor de 5 |  |
|  |               |                 |                  |                    |     |               |               |                |   |  |               |               |                    |   |  |               |               |               |  |
|  |               |                 |                  |                    |     |               |               |                |   |  |               |               |                    |   |  |               |               |               |  |
|  | 6             | Atlanta Dream   | 94               |                    |     |               |               |                |   |  |               |               |                    |   |  |               |               |               |  |
|  | 6             | Atlanta Dream   | 94               |                    |     |               |               |                |   |  |               |               |                    |   |  |               |               |               |  |
|  | 7             | Seattle Storm   | 85               |                    |     |               |               |                |   |  |               |               |                    |   |  |               |               |               |  |
|  | 7             | Seattle Storm   | 85               |                    | 6   | Atlanta Dream | 98            |                |   |  |               |               |                    |   |  |               |               |               |  |
|  |               |                 |                  |                    | 6   | Atlanta Dream | 98            |                |   |  |               |               |                    |   |  |               |               |               |  |
|  |               |                 | 4                | Chicago Sky        | 108 |               |               |                |   |  |               |               |                    |   |  |               |               |               |  |
|  |               |                 | 4                | Chicago Sky        | 108 |               |               |                |   |  |               |               |                    |   |  |               |               |               |  |
|  |               |                 |                  |                    |     |               |               |                |   |  |               |               |                    |   |  |               |               |               |  |
|  |               |                 |                  |                    |     |               |               |                |   |  |               |               |                    |   |  |               |               |               |  |
|  |               |                 |                  |                    |     |               | 4             | Chicago Sky    | 1 |  |               |               |                    |   |  |               |               |               |  |
|  |               |                 |                  |                    |     |               |               |                | 1 |  |               |               |                    |   |  |               |               |               |  |
|  |               |                 | 2                | Los Angeles Sparks | 3   |               |               |                |   |  |               |               |                    |   |  |               |               |               |  |
|  |               |                 | 2                | Los Angeles Sparks | 3   |               |               |                |   |  |               |               |                    |   |  |               |               |               |  |
|  |               |                 |                  |                    |     |               |               |                |   |  |               |               |                    |   |  |               |               |               |  |
|  |               |                 |                  |                    |     |               |               |                |   |  |               |               |                    |   |  |               |               |               |  |
|  |               |                 |                  |                    |     |               |               |                |   |  |               |               |                    |   |  |               |               |               |  |
|  |               |                 |                  |                    |     |               |               |                |   |  |               |               |                    |   |  |               |               |               |  |
|  |               |                 |                  |                    |     |               |               |                |   |  |               |               |                    |   |  |               |               |               |  |
|  |               |                 |                  |                    |     |               |               |                |   |  |               |               |                    |   |  |               |               |               |  |
|  |               |                 |                  |                    |     |               |               |                |   |  |               |               |                    |   |  |               |               |               |  |
|  |               |                 |                  |                    |     |               |               |                |   |  |               |               |                    |   |  |               |               |               |  |
|  |               |                 |                  |                    |     |               |               |                |   |  |               | 2             | Los Angeles Sparks | 3 |  |               |               |               |  |
|  |               |                 |                  |                    |     |               |               |                |   |  |               |               |                    | 3 |  |               |               |               |  |
|  |               |                 | 1                | Minnesota Lynx     | 2   |               |               |                |   |  |               |               |                    |   |  |               |               |               |  |
|  |               |                 | 1                | Minnesota Lynx     | 2   |               |               |                |   |  |               |               |                    |   |  |               |               |               |  |
|  |               |                 |                  |                    |     |               |               |                |   |  |               |               |                    |   |  |               |               |               |  |
|  |               |                 |                  |                    |     |               |               |                |   |  |               |               |                    |   |  |               |               |               |  |
|  |               |                 |                  |                    |     |               |               |                |   |  |               |               |                    |   |  |               |               |               |  |
|  |               |                 |                  |                    |     |               |               |                |   |  |               |               |                    |   |  |               |               |               |  |
|  |               |                 |                  |                    |     |               |               |                |   |  |               |               |                    |   |  |               |               |               |  |
|  |               |                 |                  |                    |     |               |               |                |   |  |               |               |                    |   |  |               |               |               |  |
|  |               |                 |                  |                    |     |               |               |                |   |  |               |               |                    |   |  |               |               |               |  |
|  |               |                 |                  |                    |     |               |               |                |   |  |               |               |                    |   |  |               |               |               |  |
|  |               |                 |                  |                    |     |               | 1             | Minnesota Lynx | 3 |  |               |               |                    |   |  |               |               |               |  |
|  |               |                 |                  |                    |     |               |               |                | 3 |  |               |               |                    |   |  |               |               |               |  |
|  |               |                 | 8                | Phoenix Mercury    | 0   |               |               |                |   |  |               |               |                    |   |  |               |               |               |  |
|  |               |                 | 8                | Phoenix Mercury    | 0   |               |               |                |   |  |               |               |                    |   |  |               |               |               |  |
|  |               |                 |                  |                    |     |               |               |                |   |  |               |               |                    |   |  |               |               |               |  |
|  |               |                 |                  |                    |     |               |               |                |   |  |               |               |                    |   |  |               |               |               |  |
|  |               | 3               | New York Liberty | 94                 |     |               |               |                |   |  |               |               |                    |   |  |               |               |               |  |
|  |               |                 |                  | 94                 |     |               |               |                |   |  |               |               |                    |   |  |               |               |               |  |
|  |               |                 | 8                | Phoenix Mercury    | 101 |               |               |                |   |  |               |               |                    |   |  |               |               |               |  |
|  | 5             | Indiana Fever   | 8                | Phoenix Mercury    | 101 | 78            |               |                |   |  |               |               |                    |   |  |               |               |               |  |
|  | 5             | Indiana Fever   |                  |                    |     |               |               |                |   |  |               |               |                    |   |  |               |               |               |  |
|  | 8             | Phoenix Mercury | 89               |                    |     |               |               |                |   |  |               |               |                    |   |  |               |               |               |  |
|  | 8             | Phoenix Mercury | 89               |                    |     |               |               |                |   |  |               |               |                    |   |  |               |               |               |  |
|  |               |                 |                  |                    |     |               |               |                |   |  |               |               |                    |   |  |               |               |               |  |

Semifinales
| Equipo            | 1   | 2  | 3  | G |
| ----------------- | --- | -- | -- | - |
| 1 Minnesota Lynx  | 113 | 96 | 82 | 3 |
| 8 Phoenix Mercury | 95  | 86 | 67 | 0 |

| Equipo               | 1  | 2  | 3  | 4  | G |
| -------------------- | -- | -- | -- | -- | - |
| 2 Los Angeles Sparks | 95 | 99 | 66 | 95 | 3 |
| 4 Chicago Sky        | 75 | 84 | 70 | 75 | 1 |

Finales de la WNBA
| Equipo               | 1  | 2  | 3  | 4  | 5* | G |
| -------------------- | -- | -- | -- | -- | -- | - |
| 1 Minnesota Lynx     | 76 | 79 | 75 | 85 | 76 | 2 |
| 2 Los Angeles Sparks | 78 | 60 | 92 | 79 | 77 | 3 |